# コスチュームカフェ
コスチュームカフェは、コスチュームカフェ実行委員会が主催する制服系同人誌即売会。通称をコスカ、またはコスカフェと呼称する。

## 概要
実在・オリジナル・ゲーム・アニメ・小説などの制服であれば作品ジャンルを問わない可愛い制服文化を楽しむイベントである。
当初は男性の代表と女性の主催の二人で運営を行っていたが、女性主催が2006年頃引退。現在男性の代表一人で運営を行っている。（女性主催は2019年10月から別の制服系イベント「制服コミュニケーション」を開催）
開催初期は、ウェイトレスや巫女・メイド・学校制服などを扱うことが多かったが、その後こうしたジャンルにあてはまるゲームやアニメーションが増えた。
コスチュームカフェ内における内部企画の制服喫茶の前身は、主催者が以前に即売会で行っていたコスプレスタッフによる麦茶提供サービス。その更に前が、同主催がスタッフ参加していたダンパ （コスプレダンパ・アニソンダンパ・アニクラ）での参加者への薄い麦茶提供サービス（名称：水場（みずば））である。コスチュームカフェ 1号店では、正確には喫茶ではなくメイドコスプレスタッフによるカフェスタンド（カウンターに並ぶとお茶が提供される）形式であった。
記念開催イベントとしてセーラー服オンリー同人誌即売会の開催や京都で２度行われた関西店の開催（現地スタッフとの提携を行い、東京側のスタッフも現地に赴き多数参加している）を行った。夜のコスチュームカフェでは、新宿のクラブで行われ夜間（未成年は参加不可）の開催を行っている。
また、通常開催での飲酒は禁止であるが過去開催された「初萌えコスカ2006」「夜のコスチュームカフェ」において酒類の飲酒（法の範囲において）可能なイベントも行われた。

## 開催データ
開催（その他）
- 2003年 5月11日　「コスチュームカフェ 関西店」　みやこメッセ・京都市勧業館
- 2004年 7月 4日　「コスチュームカフェ 関西2号店」　みやこメッセ・京都市勧業館
- 2004年 9月 5日　セーラー服オンリー同人誌即売会「セーラー服は脱がさないで」　都立産業貿易センター・浜松町館（同主催による開催イベント）
- 2006年 1月 8日　「初萌えコスカ2006」　都立産業貿易センター・浜松町館
- 2007年 5月26日　「夜のコスチュームカフェ」　新宿 club complex CODE
- 2022年11月13日（日）　「コスチュームカフェ出張店」　都立産業貿易センター浜松町館（都産祭2022での合同開催）

本開催
- 1999年 1月24日　「コスチュームカフェ  1号店」　（制服喫茶：メイド服）
- 1999年 5月 3日　「コスチュームカフェ  2号店」　都立産業貿易センター・浜松町館　（制服喫茶：メイド服）
- 1999年11月23日　「コスチュームカフェ  3号店」　都立産業貿易センター・浜松町館　（制服喫茶：メイド服）
- 2000年 2月20日　「コスチュームカフェ  4号店」　都立産業貿易センター・浜松町館　（制服喫茶：メイド服）
- 2000年 9月23日　「コスチュームカフェ  5号店」　都立産業貿易センター・浜松町館　（制服喫茶：メイド服）
- 2001年 1月28日　「コスチュームカフェ  6号店」　池袋サンシャイン　ワールドインポート　（制服喫茶：メイド服）
- 2001年10月 7日　「コスチュームカフェ  7号店」　都立産業貿易センター・浜松町館　（制服喫茶：メイド服）
- 2002年 2月11日　「コスチュームカフェ  8号店」　TRC東京流通センター　（制服喫茶：メイド服）
- 2002年10月20日　「コスチュームカフェ  9号店」　都立産業貿易センター・浜松町館　（制服喫茶：チャイナ喫茶）
- 2003年 2月11日　「コスチュームカフェ 10号店」　都立産業貿易センター・浜松町館　（制服喫茶：はいからさん風）
- 2003年11月 9日　「コスチュームカフェ 11号店」　都立産業貿易センター・浜松町館　（制服喫茶：文化祭風学校制服喫茶）
- 2004年 2月15日　「コスチュームカフェ 12号店」　都立産業貿易センター・浜松町館　（制服喫茶：バーチャルカフェ）
- 2004年11月23日　「コスチュームカフェ 13号店」　都立産業貿易センター・浜松町館　（制服喫茶：幻のブロパ風喫茶）
- 2005年 2月13日　「コスチュームカフェ 14号店」　都立産業貿易センター・浜松町館　（制服喫茶：大正ロマン風カフェ）
- 2005年11月13日　「コスチュームカフェ 15号店」　都立産業貿易センター・浜松町館　（制服喫茶：無し）
- 2006年 2月19日　「コスチュームカフェ 16号店」　都立産業貿易センター・浜松町館　（制服喫茶：ベーカリー風カフェ）
- 2006年11月 5日　「コスチュームカフェ 17号店」　都立産業貿易センター・浜松町館
- 2007年 3月18日　「コスチュームカフェ 18号店」　都立産業貿易センター・浜松町館
- 2007年11月 4日　「コスチュームカフェ 19号店」　都立産業貿易センター・浜松町館
- 2008年 3月 2日　「コスチュームカフェ 20号店」　都立産業貿易センター・浜松町館
- 2008年11月 2日　「コスチュームカフェ 21号店」　都立産業貿易センター・浜松町館
- 2009年 3月15日　「コスチュームカフェ 22号店」　都立産業貿易センター・浜松町館
- 2009年11月 3日　「コスチュームカフェ 23号店」　都立産業貿易センター・浜松町館
- 2010年 2月28日　「コスチュームカフェ 24号店」　都立産業貿易センター・台東館
- 2010年11月28日　「コスチュームカフェ 25号店」　都立産業貿易センター・浜松町館
- 2011年 3月20日　「コスチュームカフェ 26号店」　綿商会館
- 2011年11月23日　「コスチュームカフェ 27号店」　都立産業貿易センター・浜松町館
- 2012年 3月11日　「コスチュームカフェ 28号店」　都立産業貿易センター・浜松町館
- 2012年10月14日　「コスチュームカフェ 29号店」　都立産業貿易センター・浜松町館
- 2013年 3月20日　「コスチュームカフェ 30号店」　都立産業貿易センター・浜松町館
- 2014年 3月16日　「コスチュームカフェ 31号店」　綿商会館
- 2015年 3月22日　「コスチュームカフェ 32号店」　東京文具共和会館
- 2015年 9月23日　「コスチュームカフェ 33号店」　都立産業貿易センター・浜松町館
- 2016年 3月21日　「コスチュームカフェ 34号店」　東京文具共和会館
- 2017年 3月19日　「コスチュームカフェ 35号店」　東京文具共和会館
- 2018年 3月18日　「コスチュームカフェ 36号店」　東京文具共和会館
- 2019年 3月24日　「コスチュームカフェ 37号店」　東京文具共和会館

- 開催延期：2020年3月22日 → 開催延期：2021年3月21日「コスチュームカフェ 38号店」　東京文具共和会館（同時開催・「帝國メイド俱楽部」）
- 2023年3月21日（火・祝）　「コスチュームカフェ 38号店・改」　綿商会館
- 2024年3月20日　「コスチュームカフェ 39号店」　綿商会館
- 2025年3月9日（日）「コスチュームカフェ 40号店 Finale & Next Stage」　プラザマーム2Fイベントホール

## 内部企画
- 女性スタッフによる開場時入場者へのお迎えと終了時のお見送り
- 制服喫茶（通称喫茶） - スタッフによるコスプレ喫茶コーナー
- ブロック担当メイドさん（通称メイドさん） - サークルへのおやつ配り・ゴミの声かけ回収などのサークルサービス
- コスプレ広場 - 一般参加者とサークル参加者のコスプレ（コスチュームプレイ）撮影場所
- コスカ神社 - 会場内に設置した神社によるおみくじカード（作家イラストつき）引き
- 私の制服コンテスト - イラスト展示コーナーへのサークル参加作家及びイベント参加者のイラスト展示（アンケート色紙プレゼント）
- DJブース - 現役DJによる制服関連音楽のBGM・専用アナウンス嬢による場内放送
- 萌え萌えラジオ - ラジオ形態の会場放送
- 写生会 - 制服の写生会
- 撮影会 - 制服の撮影会
- じゃんけん大会 - 開催後夜祭のじゃんけんによる景品抽選会
- オリジナル公式グッズの販売 - 公式作成の記念開催グッズの販売

など

## 公式グッズ
- 「マグカップ」「記念誌（夜のコスチュームカフェにて発行）」「ストラップ」「ネクタイピン」「おみくじカード」など

## 関連イベント
派生イベントとしてメイド系ジャンル限定の「帝國メイド倶楽部 」
セーラー服オンリーイベント「セーラ服は脱がさないで」
がある。